# Margaretha van Pruisen

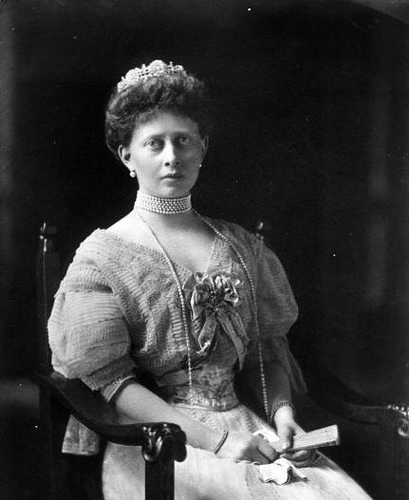
Margaretha van Pruisen.

Margaretha Beatrix Feodora van Pruisen (Potsdam, 22 april 1872 – Kronberg im Taunus, 22 januari 1954) was prinses van Pruisen, van oktober tot december 1918 officieel koningin van Finland en van 1926 tot 1940 titelvoerend landgravin van Hessen. Ze behoorde tot het huis Hohenzollern.

## Levensloop

### Jeugd en huwelijk
Margaretha was de jongste dochter van Frederik III, koning van Pruisen en keizer van Duitsland, uit diens huwelijk met Victoria van Saksen-Coburg en Gotha, dochter van koningin Victoria van het Verenigd Koninkrijk. Ze was een nicht van onder anderen koning George V van het Verenigd Koninkrijk, tsarina Alexandra Feodorovna van Rusland.
Op 26 januari 1893 huwde ze in het Hohenzollern Stadtschloss in Berlijn met Frederik Karel van Hessen (1868-1940), het latere hoofd van het huis Hessen-Kassel. De echtelieden waren beiden achterkleinkinderen van koning Frederik Willem III van Pruisen en dus neef en nicht in de tweede graad. Op het moment van hun huwelijk was Frederik Karels oudere broer, de zo goed als blinde Alexander Frederik, het hoofd van deze dynastie, totdat die in 1925 zijn positie opgaf om een morganatisch huwelijk aan te gaan. Vervolgens kwamen Frederik Karel en Margaretha als landgraaf en landgravin van Hessen aan het hoofd van het huis Hessen-Kassel. Het echtpaar kende een gelukkig huwelijk en leefde aanvankelijk in het Slot van Rumpenheim. Na de dood van haar moeder in 1901 gingen Margaretha en Frederik Karel in het Slot van Friedrichshof wonen.
In oktober 1918 accepteerde haar echtgenoot het aanbod om koning van het pas onafhankelijke Finland te worden. Na de instorting van het Duitse keizerrijk in november dat jaar besloot Frederik Karel op 14 december 1918 af te treden als koning van Finland, waarna het land een republiek werd. Van oktober tot december 1918 was Margaretha dus de facto koningin van Finland.

### Kinderen
Margaretha en haar echtgenoot Frederik Karel kregen zes kinderen:
- Frederik Willem (1893-1916), sneuvelde in de Eerste Wereldoorlog
- Maximiliaan (1894-1914), sneuvelde in de Eerste Wereldoorlog
- Filips (1896-1980), hoofd van het huis Hessen-Kassel, huwde in 1925 met Mafalda, dochter van koning Victor Emanuel III van Italië
- Wolfgang (1896-1989), huwde in 1924 met Marie Alexandra van Baden en daarna met Ottilie Moeller
- Christoffel (1901-1943), huwde in 1930 met Sophia van Griekenland (1914-2001), dochter van prins Andreas van Griekenland.
- Richard (1901-1969)

### Familiale tragedies
Margaretha's twee oudste zonen, Frederik Willem en Maximiliaan, sneuvelden tijdens de Eerste Wereldoorlog. Twee van haar andere zonen, Filips en Wolfgang, omarmden dan weer het nationaalsocialisme, in de hoop dat Hitler op een dag de Duitse monarchie zou herstellen. Filips was gehuwd met prinses Mafalda van Italië, dochter van koning Victor Emanuel III, en werd in 1939 lid van de persoonlijke staf van Hitler, die Filips als een nuttig communicatiekanaal tussen Nazi-Duitsland en het fascistisch regime van Benito Mussolini in Italië zag. Toen hij de realiteit van het naziregime besefte, wilde Filips terugtreden, maar dat lukte niet. Hij bleef zijn taken voortzetten en deed voor Hitler af en toe privémissies in Italië, maar gebruikte tegelijkertijd zijn positie en zijn geld om Joden paspoorten te bezorgen en naar Nederland te helpen vluchten. Nadat koning Victor Emanuel III Mussolini in 1943 liet afzetten, keerde de woedende Hitler zich tegen Filips en Mafalda. Beiden belandden in een concentratiekamp en in september 1944 stierf Mafalda in Buchenwald, waar ze omkwam ten gevolge van een bombardement. 
Ook haar vijfde zoon Christoffel was een vurige aanhanger van het naziregime, maar na de Slag bij Stalingrad raakte hij gefrustreerd door zijn beperkte rol in de oorlog en werd hij steeds kritischer tegenover Hitler. Christoffel was van plan om het naziregime te ontvluchten toen hij op 7 oktober 1943 omkwam in een vliegtuigongeval nabij Forlì. De echtgenote van Margaretha's zoon Wolfgang, Marie Alexandra van Baden, kwam in januari 1944 dan weer om het leven bij een bombardement op Frankfurt am Main. Tijdens en na de Tweede Wereldoorlog ving Margaretha, die in het centrum van haar grote, dynamische familie stond, veel van haar kleinkinderen op.

### Laatste jaren
Na 1945 beleefde Margaretha enkele moeilijke jaren. In november 1945 werden op het Slot van Friedrichshof haar familiejuwelen gestolen, die meer dan 2 miljoen pond waard waren. Na het einde van de Tweede Wereldoorlog werd Friedrichshof door de Amerikaanse militaire autoriteiten gebruikt als officiersvereniging. Margaretha's zoon Wolfgang vreesde dat haar familiejuwelen zouden verdwijnen en begroef ze daarom in een kelder in het kasteel. Daar werden ze in november 1945 ontdekt door de manager van de officiersvereniging, kapitein Katleen Nash, die ze samen met kolonel Jack Durant, haar latere echtgenoot, en majoor David Watson stal en uit Duitsland smokkelde. Begin 1946 werd de diefstal ontdekt, toen de familie van Margaretha de juwelen wilde gebruiken voor de bruiloft van Sophia van Griekenland, de weduwe van haar zoon Christoffel. Sophia en Margaretha rapporteerden de diefstal aan de Frankfurtse autoriteiten en in augustus 1951 werden de daders gearresteerd. Het huis Hessen kreeg de overgebleven juwelen terug: nog maar tien procent van wat er was gestolen.
Margaretha van Pruisen stierf in januari 1954 op 81-jarige leeftijd in het Slot van Friedrichshof.